# Wenzel Schulz
Wenzel Schulz (XV wiek) – pierwszy znany z imienia burmistrz Kłodzka, aktywny w połowie XV wieku.

## Życiorys
Niewiele wiadomo na jego temat. Przypuszczalnie wywodził się z mieszczaństwa niemieckiego, które osiedlało się stopniowo na ziemi kłodzkiej od połowy XIII wieku i mieszało się z miejscową ludnością. Był pierwszym znanym burmistrzem Kłodzka, wymienionym z imienia i nazwiska pod dokumentem wydanym w 1458 roku. Jest w nim mowa o przejęciu przez władze miejskie, na czele z Schulzem, części spadku po Margarethcie Merthanne, która została zapisana na budowę kościoła farnego. W tym samym czasie król Czech Jerzy z Podiebradów ustanowił ziemie kłodzką „suwerennym” hrabstwem.